# بات نت نکروس
بات نت نکروس (به انگلیسی: Necrus) توزیع کننده بسیاری از بدافزارها، به ویژه Locky است.

## گزارش ها
تقریباً در 1 ژوئن 2016، این بات نت آفلاین شد. یکی از احتمالات، خطا در سرور فرمان و کنترلی (C&C) که نکروس را اجرا می کند بود. با این حال، سه هفته بعد، جو فرنچ از شرکت AppRiver متوجه افزایش تعداد ایمیل‌های هرزنامه شد که به معنای افزایش موقتی در فعالیت بات‌نت یا بازگشت به حالت قبل از 1 ژوئن است.  

## بدافزار توزیع شده توسط این بات نت[۳]
- بارت
- دریدکس
- لاکی
- راک لودر
- Globeimposter

## همچنین ببینید
- کانفیکر
- فرمان و کنترل (بدافزار)
- Gameover ZeuS
- عملیات توار
- جدول زمانی ویروس ها و کرم های کامپیوتری
- تروجان بانکر کوچک
- سورپگ
- زئوس (بدافزار)
- زامبی (علوم رایانه)